# Waterloo & City line

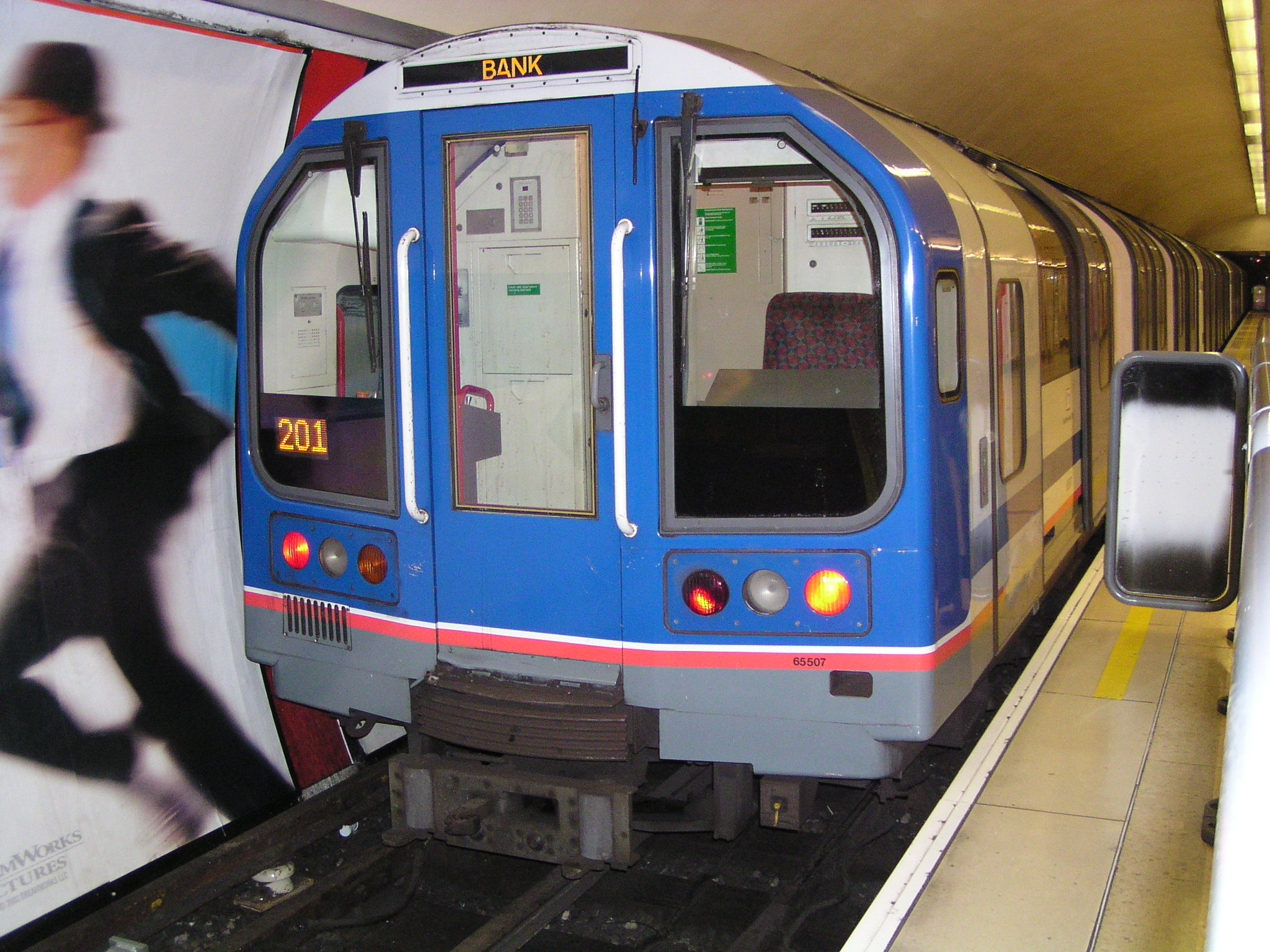
Trein van de Waterloo & City line in station Bank, hier nog in BR-kleurstelling

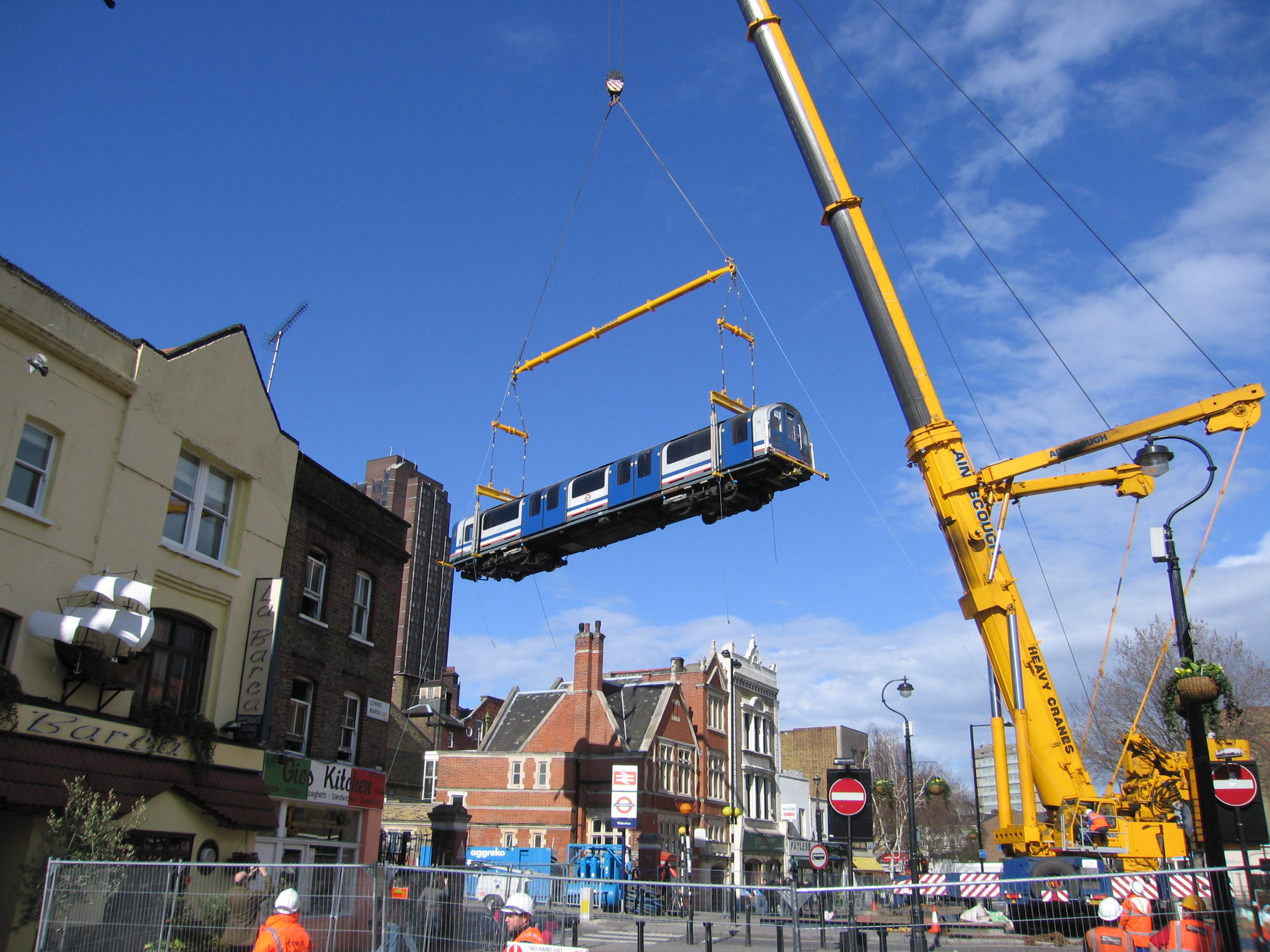
Met een kraan worden de metrorijtuigen van de Waterloo & City line in en uit de tunnel getransporteerd

De Waterloo & City line is met een lengte van 2,5 km de kortste lijn van het Londense metronet en telt slechts twee stations, Waterloo en Bank (vroeger City geheten, vandaar de naam van de lijn).

## Algemeen
De lijn ligt, als enige Londense metrolijn, voor 100% ondergronds. Onderweg wordt de rivier de Theems gekruist. De Waterloo & City line vervoert vooral forensen van het spoorwegstation Waterloo naar het financiële hart van de stad, de City, en is dan ook 's avonds en op zondag gesloten. De totale reisduur tussen beide stations bedraagt slechts vier minuten.

## Geschiedenis
De Waterloo & City line werd geopend op 11 juli 1898, werd ontworpen door W.R. Galbraith en James Henry Greathead en was de tweede deep-level lijn van de Londense metro. De lijn werd oorspronkelijk geëxploiteerd door de London and South Western Railway en ging bij de nationalisering van het Britse spoornet in 1948 over op British Rail. De lijn functioneerde als een verlenging van de hoofdlijn naar Waterloo Station, die aanvankelijk tot in de City zou worden doorgetrokken. Dit plan werd echter geblokkeerd door een wet uit 1846, die bovengrondse spoorlijnen in het centrum van de stad verbood. Er zijn ooit plannen geweest de Waterloo & City line via een tunnelverbinding tussen Bank en Moorgate te combineren met de Northern City Line. Ook het plan voor een tussenstation Blackfriars, met overstapmogelijkheden op zowel het nationale spoorwegnetwerk als de District en Circle lines, is nooit uitgevoerd.
De Waterloo & City line was volledig geïntegreerd in het tariefsysteem van de nationale spoorwegen, maar kaartjes van London Underground waren ook geldig. Toen British Rail in 1994 geprivatiseerd werd, werd de kort daarvoor gemoderniseerde lijn voor het symbolische bedrag van £ 1 overgedaan aan London Underground.
Van april tot september 2006 werd de Waterloo & City line stilgelegd in verband met een grote opknapbeurt. De tunnels, perrons, sporen en seinen werden aangepast om de capaciteit van de lijn met 25% te verhogen.

## Materieel
De op de lijn gebruikte treinen zijn bijna identiek aan het op de Central line gebruikte materieel van het type 1992. De treinstellen op de Waterloo & City line hebben in de loop der jaren echter diverse aanpassingen ondergaan, waardoor het materieel niet uitwisselbaar is met dat van andere lijnen. Tot de renovatie van de Waterloo & City line in 2006 droegen de trein nog de oorspronkelijke British Rail-kleuren.
Doordat de Waterloo & City line geen verbinding heeft met enige andere metrolijn, is het vervoeren van treinen naar de lijn omslachtig. Tot 1990 werden de treinstellen verticaal met een lift in en uit de tunnel gebracht. Sinds de verbouwing van Waterloo Station is dit niet meer mogelijk en worden de rijtuigen met behulp van een telescoopkraan in de put gehesen. De treinstellen worden per vrachtwagen van en naar station Waterloo vervoerd. Voorbij dit station bevindt zich de remise waar de vijf treinen onderhouden worden. Zij behoeven alleen voor groot onderhoud uit de remise gehesen te worden.

## Elektrische voeding
Bij de indienststelling in 1898 werd de lijn gevoed met 520 volt gelijkstroom vanuit een derde rail in het midden tussen de sporen. In 1940, tegelijk met de verschijning van nieuw materieel, werd de spanning verhoogd tot 600 V en werd het voedingssysteem gewijzigd met een derde rail langs de zijkant van het spoor.
In 1993, toen het Tube 1992 materieel werd geïntroduceerd, werd voor de Waterloo & City line overgegaan op het standaard-vierrailsysteem van de Londense Underground. Hierbij ligt tussen de spoorstaven een vierde rail als retourstroomleiding ter vermijding van zwerfstroomcorrosie.

## Trivia
- De Waterloo & City staat in de volksmond bekend als The Drain (de afvoerpijp). Volgens één theorie hangt deze bijnaam samen met de geur van de drassige grond waarin de lijn is aangelegd. Anderen stellen dat de gelijkenis van de ronde tunnels met rioolbuizen de aanleiding is. Als derde reden wordt aangevoerd dat de lijn op metrokaarten wordt weergegeven als een afvoer vanuit de City. Een triviale verklaring lijkt te liggen in de afkorting van de naam van de lijn, WC.
- Omdat de lijn op zondagen buiten gebruik is, wordt de Waterloo & City line regelmatig gebruikt als filmlocatie. De metrolijn is te zien in o.a. de Amerikaanse film Sliding Doors uit 1998.